# كارلو كوزيو
كارلو كوزيو (كازالي مونفيراتو، 1715 - بونزانو مونفيراتو، 1780) كونت ولاعب شطرنج إيطالي، له كتاب في الشطرنج بعنوان «لعبة الشطرنج»، ومشهور بدفاع في إحدى تفرعات روي لوبيز سمي باسمه وهو دفاع كوزيو.

## سيرته
ولد كوزيو سنة 1715 بكازالي مونفيراتو وتزوج تاديادي مارشوسي دي باربيانو دي شيري وأنجب منها ولده الكونت إيغناسيو ألساندرو كوزيو دي سالابو (1755-1840) والذي أصبح جامع كمانات مشهور. وتوفي في حدود 1780.

## إنجازاته في الشطرنج
كتب كوزيو كتابا في الشطرنج بحجم يربو عن 700 صفحة عنوانه «لعبة الشطرنج» بالإيطالية (Il giuoco degli scacchi o sia Nuova idea di attacchi, difese e partiti del Giuoco degli Scacchi) والذي طبع سنة 1776 في تورينو على شكل مجلدين، حيث يملك لوثر شميد مخطوطة تعود إلى 1740 والتي يعتقد أنها مصدر نسخة أولى تم إتلافها.

## روابط خارجية
- (بالإيطالية) السيرة الذاتية لكارلو كوزيو